# Odontomyia adusta
Odontomyia adusta är en tvåvingeart som beskrevs av Friedrich Hermann Loew 1857. Odontomyia adusta ingår i släktet Odontomyia och familjen vapenflugor. Inga underarter finns listade i Catalogue of Life.